# Repubblica delle Montagne del Caucaso Settentrionale
La Repubblica delle Montagne del Caucaso Settentrionale o RMCS , anche conosciuta come la Repubblica dei Montanari, fu una repubblica di breve durata (1917–1922) situata nel Nord Caucaso, luoghi che oggi formalmente costituiscono le repubbliche di Cecenia, Inguscezia, Ossezia-Alania, Daghestan all'interno della Federazione russa.

## Geografia
Il territorio totale della RMCS aveva un'area di circa 400.000 km², con una popolazione di circa 11 milioni di abitanti. La sua capitale fu inizialmente Vladikavkaz, poi Nazran' e infine Bujnaksk.

## Storia
L'"Unione dei popoli del Nord Caucaso" fu creata nel marzo del 1917, e una Commissione Esecutiva dell'Unione veniva così eletta. Il Presidente della Commissione Esecutiva fu uno dei leader del movimento di liberazione nazionale dei Popoli del Nord Caucaso, Tapa Tchermoeff. Il "Nizam" di Imam Shamil (la Costituzione di Shamil del 1847) fu adottata il 5 agosto 1917. La repubblica fu ufficialmente dichiarata l'11 maggio 1918, dopo il collasso dell'Impero della Russia zarista con la rivoluzione d'ottobre del 1917, quando il governo della RMCS veniva istituito.
I principali fondatori della RMCS furono Sayd Shamil (il nonno di Imam Shamil, che fu poi, nel 1924, uno dei fondatori e leader del "Comitato di Indipendenza del Caucaso" in Germania); Tapa Tchermoeff, il primo ministro, Sheikh Ali-Khaji Akusha, Haidar Bamat e altri. La capitale della repubblica fu Temir Khan Shure (ora Bujnaksk).
Questa Repubblica Caucasica fu di diritto riconosciuta dall'Impero ottomano, dalla Germania, dalla Repubblica Democratica di Georgia, dalla Repubblica Democratica di Azerbaigian, e dalla Repubblica Popolare del Kuban'.
Volontari musulmani parteciparono alla Battaglia di Baku nel settembre 1918 in alleanza con gli azeri e gli ottomani, contro i britannici, armeni, e russi bianchi, uscendone vincitori.
Durante la guerra civile russa, combatterono contro le truppe dei russi bianchi al comando del generale Anton Denikin. Gli scontri armati durarono fino al gennaio del 1920, quando le truppe di Denikin furono completamente disfatte dai sovietici dell'11ª Armata Rossa. L'avanzata dell'Armata Rossa fu in un primo tempo gradita, ma poi, a seguito della mancata concessione dell'autonomia al Nord Caucaso, la presenza delle autorità bolsceviche in loco non fu più gradita.
Nel giugno 1921 la RMCS fu occupata dall'Armata Rossa della Russia Bolscevica. Il governo autonomo locale fu così costretto ad abbandonare il Caucaso e nel gennaio del 1921 fu istituita la Repubblica Socialista Sovietica Autonoma delle Montagne nell'ambito dell'URSS.